# Mexicallis longicaudus
Mexicallis longicaudus är en insektsart som beskrevs av Remaudière, G. 1982. Mexicallis longicaudus ingår i släktet Mexicallis och familjen långrörsbladlöss. Inga underarter finns listade i Catalogue of Life.